# Alma littera
Alma littera – litewskie wydawnictwo z siedzibą w Wilnie. Zostało założone w 1990 roku.
Specjalizuje się w wydawaniu książek edukacyjnych, choć nakładem wydawnictwa wychodzi także beletrystyka.
W 2002 r. połączyło się z wydawnictwem Šviesa i stało się największą grupą wydawniczą w krajach bałtyckich.